# Luciano Storero
Luciano Storero (26 septembre 1926 - 1er octobre 2000) est un prélat italien de l'Église catholique qui a travaillé au service diplomatique du Saint-Siège

## Biographie
Luciano Storero est né à Pinasca, Italie, le 26 septembre 1926. Il est ordonné prêtre le 29 juin 1949.
Pour se préparer à une carrière diplomatique, il entre à l'Académie pontificale ecclésiastique en 1951. Il entre dans le service diplomatique en 1953 et ses premières affectations le conduisent en Égypte, au Japon (en) et en Irlande (en).
Le 25 novembre 1969, le pape Paul VI le nomme archevêque titulaire de Tigimma (de) et délégué apostolique à Ceylan (en). Il reçoit sa consécration épiscopale le 1er février 1970 des mains du cardinal Jean-Marie Villot avec comme co-consécrateurs Sergio Pignedoli et Santo Bartolomeo Quadri (it).
Le 24 décembre 1970, Storero est nommé nonce apostolique en République dominicaine (en)
Il est nommé pro-nonce au Gabon (en) et au Cameroun et délégué apostolique en Guinée équatoriale (en) le 30 juin 1973
Il est nommé pro-nonce apostolique en Inde (en) le 14 juillet 1976.
Il est nommé nonce apostolique au Venezuela (en) le 2 février 1981
Le 28 juin 1990, le pape Jean-Paul II le nomme pro-nonce apostolique en Grèce (en)
Le 15 novembre 1995, il est nommé dixième nonce apostolique en Irlande (en). Après que les évêques irlandais aient conçu une politique de déclaration obligatoire en 1996 que les évêques pourraient adopter pour l'utiliser dans leur diocèse, Storero les a avertis en 1997 que la Congrégation pour le clergé du Vatican s'oppose à la mise en œuvre d'une politique qui incluait la déclaration obligatoire aux autorités civiles,. En 1999, il est poursuivi au civil avec Brendan Comiskey (en), évêque de Ferns, par un homme qui affirmait avoir été abusé sexuellement par un prêtre et que la nonciature n'a pris aucune mesure lorsqu'elle en a été informée au milieu des années 1980.
Après avoir lutté contre le cancer pendant des années, Storero s'arrange pour prendre sa retraite avant d'atteindre l'âge de 75 ans. Il prévoit de retourner dans son village natal lorsqu'il décède dans un hôpital de Dublin le 1er octobre 2000, alors qu'il est encore en poste.

## Succession apostolique
Luciano Storero a ordonné les évêques suivants :
- Évêque Vicente Bernikon (pl) (1974)
- Évêque Agustín Romualdo Álvarez Rodríguez (de), O.F.M. Cap. (1986)